# Josef Antonín Háša
Josef Antonín Háša, psáno také Haša (25. listopadu 1902 Praha – 17. září 1952 Praha) byl český filmový producent, divadelní podnikatel a ředitel, zakladatel kabaretu Červené eso.

## Život

### Studium, první zaměstnání
Narodil se v Praze na Smíchově zámečníkovi Josefu Hášovi. Vystudoval reálné gymnázium a následně absolvoval abiturientský kurs na Obchodní akademii. Pak pracoval ve firmě Eta v Praze Vršovicích.

## Divadlo
Režisér Jindřich Honzl jej seznámil s Janem Werichem krátce po prvním uvedení hry Vest Pocket Revue, kdy V+W hledali někoho, kdo by bych ochoten investovat do divadla.
V roce 1927 se tak stal Háša spolumajitelem Osvobozeného divadla. Úvodní Hášův vklad činil 10.000 Kč a byl použit jako záloha na celoroční pronájem divadla v Umělecké besedě. Bylo pronajato na pátky, soboty a neděle v celé sezóně 1927/1928. V Osvobozeném divadle působil od 15. září 1927 Háša oficiálně ve funkci administrativního (provozního) ředitele.
Osvobozené divadlo působilo zprvu v Umělecké besedě, později Háša zorganizoval přesun do Adrie na Václavském náměstí, kterou v září 1928 opouštěl Vlasta Burian a pak Háša našel působiště v novém obchodním paláci „U Nováků“ ve Vodičkově ulici, když přesvědčil majitele Josefa Nováka, aby jim pronajal divadelní prostory v budově. Divadlo mělo nejmodernější technické zařízení, dílny, pohodlné šatny a rozsáhlé zákulisí. Hlediště bylo schopné pojmout téměř tisíc lidí.
V Osvobozeném divadle působil Háša až do přelomu let 1931/1932.

### Časopis
Byl současně majitelem a vydavatelem časopisu Osvobozeného divadla s názvem „Vest Pocket Revue“, který vyšel jako měsíčník v 7 číslech v období říjen 1929 až červen 1930. Časopis řídila Staša Jílovská, za redakci odpovídal Jan Mikota a tisk zajišťovala tiskárna Melantrichu.

### Film
Jak rostl postupně zájem o hry V+W a Ježkovu hudbu, rozhodli se v roce 1931 pro natáčení filmů. V dubnu téhož roku byla zaregistrována veřejná filmová společnost VAW (V&W a spol.), jejímž prezidentem se stal Háša a hlavními podílníky Werich a Voskovec. Háša měl dlouhodobé plány na natáčení několika filmů ročně. Společnost měla spolupracovat s francouzskou firmou Le Film Francais a pražskou společností konsorcia Gaumont-Franco-Film-Aubert. Prvním a nakonec jediným natočeným filmem byl Pudr a benzín, v režii Jindřicha Honzla. Film byl natáčen v pařížských ateliérech společnosti Gaumont a v exteriérech v Praze, Dobříši a v severních Čechách. Gaumont poskytl tehdy nejmodernější zvukový systém Radiocinema, umožňující také živé snímání zvuků okolního prostředí. Přes plánované natáčení v rozsahu pěti týdnů došlo ke značnému skluzu a Osvobozené divadlo tak zahájilo sezónu až v listopadu. Film měl premiéru 15. ledna 1932.
Po natočení filmu se firma ocitla v dluzích a exekuci a spory kolem vyúčtování nákladů vedly k trvalé roztržce mezi Hášou a dvojicí V+W a k odchodu Háši z Osvobozeného divadla na přelomu let 1931/1932. Dluhy za natáčení musely být uhrazeny z tržby úspěšných her Golem a Caesar a V+W se museli nadále soustředit především na divadlo. Protože se filmová společnost VAW rozpadla, další film dvojice V+W (Peníze nebo život) pak byl v roce 1932 pro Lloyd Film a AB Studio v Praze.

### Červené eso
Po odchodu z Osvobozeného divadla založil v roce 1932 Háša „politický kabaret“ Červené eso, fungující v paláci ČTK, v nynější Opletalově ulici. V kabaretu působil také velký orchestr, hrající hot jazz. Kapelníkem byl E. F. Burian. V kabaretu vystupovali mimo jiné také Ferenc Futurista a Jára Kohout. Kabaret ukončil svoji činnost z finančních důvodů v roce 1933.

### Další působení
Po krachu Červeného esa se stal Háša propagačním pracovníkem v Melantrichu. Od roku 1938 byl pak ředitelem továrny na gramofonové desky Esta. Po odchodu z firmy v roce 1940 založil vlastní firmu Gramostudio v Havířské ulici v Praze (firma byla také krytím pro odbojovou činnost za války). Po válce jej ministr Kopecký jmenoval zmocněncem pro gramofonový průmysl. V roce 1946 se stal ředitelem národního podniku Gramofonový průmysl (předchůdce Supraphonu).
Na začátku roku 1949 založil v suterénních prostorách budovy ČTK v Opletalově ulici v Praze Divadlo hudby.

### Rodina, smrt
Měl dva syny – Pavla Hášu (1929–2009), scenáristu a režiséra, manžela herečky Květy Fialové a MUDr. Jana Hášu (1925–1998), internistu v pražské Vojenské nemocnici, u kterého se léčil také Jan Werich.
Josef Antonín Háša zemřel v září 1952 na rakovinu.

## Zajímavosti
- Na svatbě Jana Wericha dne 1. 7. 1929 byl Háša jedním ze svědků (druhým byl Voskovec).
- Háša si spolu s Jindřichem Štyrským a s Toyen zřídil v pasáži „U Nováků“ módní studio „Togo“. Stříkací metodou zde zdobili jemné textilie – šály, šátky, dámské prádlo a kravaty[14],[15]
- Háša plánoval využít časopis Vest Pocket Revue také pro předpremiérové kampaně. Chtěl vyvolat kult Vestpocketky a použít jména Vest Pocket pro různé podniky s účastí nebo patronátem V+W. Plánoval i společné akce s populárním loutkovým divadlem Josefa Skupy, kdy Spejbl a Hurvínek měli spojit síly s V+W ve Vest-Pocket-Varieté. Plány se však neuskutečnily a časopis přestal vycházet v červnu 1930[16].
- Když byl soubor Osvobozeného divadla na turné se zájezdovým programem s názvem Varieté Revue (od května 1930, celkem 49 představení), Háša s cílem zlepšení finanční situace divadla pronajal pražskou scénu olomoucké a brněnské operetě[17].
- Od října 1929 umožnil v Osvobozeném divadle s cílem zvýšení výnosů také vystupování Mertenova divadla pro děti (Vojta Merten) s jeho tehdy populárním Kašpárkem[18]